# أوجي (كاليفورنيا)
أوجي (بالإنجليزية: Ojai)‏ هي إحدى مدن مقاطعة فينتورا، كاليفورنيا. تم إعطاءها لقب مدينة في 5 أغسطس، 1921.

## التركيبة السكانية
حدّد مكتب تعداد الولايات المتحدة بيانات التركيبة السكانية لأوجي في تعداد الولايات المتحدة. في ما يلي، التركيبة السكانية حسب تعدادي 2000 و2010.

### تعداد عام 2000
بلغ عدد سكان أوجي 7,862 نسمة بحسب تعداد عام 2000، وبلغ عدد الأسر 3,088 أسرة وعدد العائلات 1,987 عائلة مقيمة في المدينة. في حين سجلت الكثافة السكانية 694.5 نسمة لكل كيلومتر مربع (1,798.7/ميل2). وبلغ عدد الوحدات السكنية 3,229 وحدة بمتوسط كثافة قدره 285.2 لكل كيلومتر مربع (738.7/ميل2).
وتوزع التركيب العرقي للمدينة بنسبة 88.01% من البيض و0.60% من الأمريكيين الأفارقة و0.50% من الأمريكيين الأصليين و1.58% من الأمريكيين ذوي الأصول الآسيوية و0.17% من سكان جزر المحيط الهادئ و6.26% من الأعراق الأخرى و2.90% من عرقين مختلطين أو أكثر و15.84% من الهسبانيون أو اللاتينيون من أي عرق.
بلغ عدد الأسر 3,088 أسرة كانت نسبة 34.1% منها لديها أطفال تحت سن الثامنة عشر تعيش معهم، وبلغت نسبة الأزواج القاطنين مع بعضهم البعض 49% من أصل المجموع الكلي للأسر، ونسبة 11.6% من الأسر كان لديها معيلات من الإناث دون وجود شريك،  بينما كانت نسبة 3.8% من الأسر لديها معيلون من الذكور دون وجود شريكة وكانت نسبة 35.7% من غير العائلات. تألفت نسبة 29% من أصل جميع الأسر من عدة أفراد يعيشون في نفس المنزل ونسبة 13.9% كانت تتألف من شخص يعيش بمفرده يبلغ من العمر 65 عاماً أو أكثر. وبلغ متوسط حجم الأسرة المعيشية 2.48، أما متوسط حجم العائلات فبلغ 3.06.
بلغ العمر الوسطي للسكان 42.0 عاماً. وكانت نسبة 24.7% من القاطنين تحت سن الثامنة عشر، وكانت نسبة 6.5% بين الثامنة عشر والرابعة والعشرين عاماً، ونسبة 23.6% كانت واقعةً في الفئة العمرية ما بين الخامسة والعشرين والرابعة والأربعين عاماً، ونسبة 26.6% كانت ما بين الخامسة والأربعين والرابعة والستين، ونسبة 16.1% كانت ضمن فئة الخامسة والستين عاماً فما فوق. يوجد لكل 100 أنثى 90.1 ذكر، ويوجد لكل 100 أنثى في الثامنة عشر من عمرها فما فوق 85.3 ذكر.
بلغ متوسط دخل الأسرة في المدينة 44,593 دولارًا، أما متوسط دخل العائلة فبلغ 52,917 دولارًا. وكان متوسط دخل الذكور 40,919 دولارًا مقابل 30,821 دولارًا للإناث. وسجل دخل الفرد الخاص بالمدينة 25,670 دولارًا. وكانت نسبة 7.9% من العائلات ونسبة 10.7% من السكان تحت خط الفقر، وكان من هؤلاء نسبة 17% تحت سن الثامنة عشر ونسبة 9.3% في الخامسة والستين من العمر وما فوق.

### تعداد عام 2010
بلغ عدد سكان أوجي 7,461 نسمة بحسب تعداد عام 2010، وبلغ عدد الأسر 3,111 أسرة وعدد العائلات 1,890 عائلة مقيمة في المدينة. في حين سجلت الكثافة السكانية 659.1 نسمة لكل كيلومتر مربع (1,707.1/ميل2). وبلغ عدد الوحدات السكنية 3,382 وحدة بمتوسط كثافة قدره 298.8 لكل كيلومتر مربع (773.9/ميل2).
وتوزع التركيب العرقي للمدينة بنسبة 87.86% من البيض و0.56% من الأمريكيين الأفارقة و0.63% من الأمريكيين الأصليين و2.12% من الأمريكيين ذوي الأصول الآسيوية و0.01% من سكان جزر المحيط الهادئ و5.90% من الأعراق الأخرى و2.92% من عرقين مختلطين أو أكثر و17.95% من الهسبانيون أو اللاتينيون من أي عرق.
بلغ عدد الأسر 3,111 أسرة كانت نسبة 28.2% منها لديها أطفال تحت سن الثامنة عشر تعيش معهم، وبلغت نسبة الأزواج القاطنين مع بعضهم البعض 44.9% من أصل المجموع الكلي للأسر، ونسبة 11.8% من الأسر كان لديها معيلات من الإناث دون وجود شريك،  بينما كانت نسبة 4.1% من الأسر لديها معيلون من الذكور دون وجود شريكة وكانت نسبة 39.2% من غير العائلات. تألفت نسبة 31.9% من أصل جميع الأسر من عدة أفراد يعيشون في نفس المنزل ونسبة 15.9% كانت تتألف من شخص يعيش بمفرده يبلغ من العمر 65 عاماً أو أكثر. وبلغ متوسط حجم الأسرة المعيشية 2.34، أما متوسط حجم العائلات فبلغ 2.95.
بلغ العمر الوسطي للسكان 47.1 عاماً. وكانت نسبة 20.4% من القاطنين تحت سن الثامنة عشر، وكانت نسبة 6.9% بين الثامنة عشر والرابعة والعشرين عاماً، ونسبة 19.4% كانت واقعةً في الفئة العمرية ما بين الخامسة والعشرين والرابعة والأربعين عاماً، ونسبة 34.1% كانت ما بين الخامسة والأربعين والرابعة والستين، ونسبة 19.2% كانت ضمن فئة الخامسة والستين عاماً فما فوق. وتوزع التركيب الجنسي للسكان بنسبة 45.9% ذكور و54.1% إناث.

## المناخ
يظهر الجدول التالي التغييرات المناخية على مدار السنة لأوجي:
| البيانات المناخية لـأوجي           | البيانات المناخية لـأوجي | البيانات المناخية لـأوجي | البيانات المناخية لـأوجي | البيانات المناخية لـأوجي | البيانات المناخية لـأوجي | البيانات المناخية لـأوجي | البيانات المناخية لـأوجي | البيانات المناخية لـأوجي | البيانات المناخية لـأوجي | البيانات المناخية لـأوجي | البيانات المناخية لـأوجي | البيانات المناخية لـأوجي | البيانات المناخية لـأوجي |
| الشهر                              | يناير                    | فبراير                   | مارس                     | أبريل                    | مايو                     | يونيو                    | يوليو                    | أغسطس                    | سبتمبر                   | أكتوبر                   | نوفمبر                   | ديسمبر                   | المعدل السنوي            |
| ---------------------------------- | ------------------------ | ------------------------ | ------------------------ | ------------------------ | ------------------------ | ------------------------ | ------------------------ | ------------------------ | ------------------------ | ------------------------ | ------------------------ | ------------------------ | ------------------------ |
| الدرجة القصوى °ف (°م)              | 91 (33)                  | 92 (33)                  | 98 (37)                  | 104 (40)                 | 105 (41)                 | 119 (48)                 | 117 (47)                 | 115 (46)                 | 114 (46)                 | 108 (42)                 | 100 (38)                 | 94 (34)                  | 119 (48)                 |
| متوسط درجة الحرارة الكبرى °ف (°م)  | 68.1 (20.1)              | 69.2 (20.7)              | 70.2 (21.2)              | 75.0 (23.9)              | 77.5 (25.3)              | 83.5 (28.6)              | 88.9 (31.6)              | 90.1 (32.3)              | 87.2 (30.7)              | 81.9 (27.7)              | 74.3 (23.5)              | 69.3 (20.7)              | 77.9 (25.5)              |
| متوسط درجة الحرارة الصغرى °ف (°م)  | 36.9 (2.7)               | 39.6 (4.2)               | 41.7 (5.4)               | 44.0 (6.7)               | 48.4 (9.1)               | 52.4 (11.3)              | 55.7 (13.2)              | 55.9 (13.3)              | 53.6 (12.0)              | 47.3 (8.5)               | 39.9 (4.4)               | 35.8 (2.1)               | 45.9 (7.7)               |
| أدنى درجة حرارة °ف (°م)            | 13 (−11)                 | 22 (−6)                  | 25 (−4)                  | 27 (−3)                  | 31 (−1)                  | 34 (1)                   | 40 (4)                   | 39 (4)                   | 37 (3)                   | 27 (−3)                  | 23 (−5)                  | 16 (−9)                  | 13 (−11)                 |
| معدل هطول الأمطار إنش (مم)         | 4.81 (122)               | 5.68 (144)               | 4.36 (111)               | 1.04 (26)                | 0.48 (12)                | 0.08 (2.0)               | 0.03 (0.76)              | 0.08 (2.0)               | 0.41 (10)                | 0.57 (14)                | 1.46 (37)                | 2.79 (71)                | 21.79 (551.76)           |
| متوسط الأيام الممطرة (≥ 0.01 inch) | 6.4                      | 6.2                      | 6.8                      | 2.9                      | 1.6                      | 0.6                      | 0.3                      | 0.3                      | 1.2                      | 2.0                      | 3.2                      | 4.3                      | 35.8                     |
| المصدر:                            |                          |                          |                          |                          |                          |                          |                          |                          |                          |                          |                          |                          |                          |

## أعلام
- تشارلز كونراد
- دارين ريد
- جون أليسون
- جدو كريشنامورتي
- بيث ألين